# Araneus metellus
Araneus metellus là một loài nhện trong họ Araneidae.
Loài này thuộc chi Araneus. Araneus metellus được Embrik Strand miêu tả năm 1907.